# Pogromo de Miskolc
El pogromo de Miskolc condujo a la muerte a un judío acusado de mercado negro, otro terminó herido y posteriormente a la muerte de un policía judío en Miskolc, Hungría, entre el 30 de julio y el 1 de agosto de 1946. Las dificultades económicas y el antisemitismo motivaron los disturbios.
El teniente general László Piros participó en los disturbios.
Los rumores de libelo de sangre habían llevado a la violencia en Kunmadaras y Teplicany  y estaban presentes en Miskolc antes de los hechos. Mátyás Rákosi había dado un discurso en Miskolc unos días antes del motín atacando a los "especuladores" y sugiriéndoles la muerte. Circularon informes (probablemente de la policía) sobre el arresto de tres comerciantes del mercado negro, dos de ellos judíos. Los prisioneros iban a ser trasladados a un campo de internamiento en la mañana del 31 de julio. Una turba los esperaba, exhibiendo pancartas con consignas como "Muerte a los judíos" y "Muerte a los comerciantes del mercado negro". La muchedumbre atacó. Un hombre fue asesinado, otro golpeado severamente y un tercero (no judío) escapó. Esa tarde, la policía apareció y detuvo a dieciséis personas por el linchamiento. La multitud atacó a la policía, ocupó la comisaría y asesinó a un policía judío.
La propaganda del Partido Comunista Húngaro en ese momento incluía carteles y folletos que denunciaban a los "especuladores" representados con imágenes de caricaturas judías; probablemente esto fue para desviar las quejas públicas sobre la hiperinflación y las malas condiciones económicas.